# Westslawischer Märchenschatz
Westslawischer Märchenschatz. Ein Charakterbild der Böhmen, Mährer und Slowaken in ihren Märchen, Sagen, Geschichten, Volksgesängen und Sprüchwörtern ist eine Sammlung von Sagen, Märchen und Volksliedern aus Böhmen, Mähren und der Slowakei, die von dem böhmischen Schriftsteller Josef Wenzig 1857 veröffentlicht wurde.

## Inhalt
Die Sammlung besteht aus 44 Märchen/Sagen und 114 Volksliedern, die von Wenzig aus dem Tschechischen bzw. Slowakischen ins Deutsche übersetzt worden sind. Dabei griff er auf veröffentlichte und unveröffentlichte Märchen von K.I. Erben, Frau B. Némec, J.B. Maly, dem Geistlichen J. Kulba, M. Mikšičik, St.M. Daxner und J. Rimawski zurück. Darüber hinaus findet man in einem Anhang die Melodien der Volkslieder.

### Märchen
- Das goldene Spinnrad (Böhmisch / Némec)
- Das hergestellte Eheglück (Mährisch-Walachisch / Kulba)
- Das Sonnenroß (Slowakisch / Rimawski)
- Der böse Geist im Dienste (Mährisch-Walachisch / Kulba)
- Der gebesserte Schuster (Mährisch-Walachisch / Kulba)
- Der gläserne Berg (Mährisch-Walachisch / Kulba)
- Der gute Rath! (Mährisch-Walachisch / Kulba)
- Der Heiland unterwegs (Böhmisch / Némec)
- Der Köhler und Kaiser Maximilian II (Mährisch-Walachisch / Kulba)
- Der Lange, der Breite und der Scharfäugige (Böhmisch / Erben)
- Der lustige Schwanda (Böhmisch / Maly)
- Der schwarze Knirps (Mährisch-Walachisch / Kulba)
- Der Teufel gebändigt
  - Die gesäuberte Mühle
  - Jura
- Der Teufel geprellt
  - Die Wetten (Mährisch-Walachisch / Kulba)
  - Käthe und der Teufel (Böhmisch / Némec)
  - Wie der Schuster in den Himmel kam (Mährisch-Walachisch / Kulba)
  - Die Teufelsfelsen (Mährisch / Mikšičik)
- Der Thiere Herbstgespräch (Mährisch-Walachisch / Kulba)
- Der verrätherische Diener (Böhmisch / Maly)
- Die bekehrten Faulenzer (Mährisch-Walachisch / Kulba)
- Die gefundene Braut (Mährisch-Walachisch / Kulba)
- Die Geschichte von den Nasen (Mährisch-Walachisch / Kulba)
- Die Reise zur Sonne (Slowakisch / Daxner)
- Die Strafe nach dem Tod (Böhmisch / Maly)
- Die Taube mit den drei goldnen Federn (Mährisch-Walachisch / Kulba)
- Die vier Brüder (Mährisch-Walachisch / Kulba)
- Die Waise im Radhost (Mährisch-Walachisch / Kulba)
- Die Waldfrau (Böhmisch / Némec)
- Die Wallfahrterin (Mährisch-Walachisch / Kulba)
- Die zwei Gevattern (Mährisch-Walachisch / Kulba)
- Die zwei Knäuel (Mährisch-Walachisch / Kulba)
- Hänslein mit dem Strauße (Böhmisch / Kulba)
- König Iltiß (Böhmisch / Erben)
- Rarasch und Schotek (Böhmisch / Erben)
- Vom Metallherrscher (Slowakisch / Némec)
- Vom Schafhirten und dem Drache (Slowakisch / Némec)
- Von den zwölf Monaten (Slowakisch / Némec)
- Von der Mutter und ihrem Sohne (Slowakisch / Némec)
- Warum die Hunde die Katzen anknurren (Mährisch-Walachisch / Némec)
- Wer hat die Tauben gegessen? (Böhmisch / Némec)
- Wie der Wagner König ward (Mährisch-Walachisch / Kulba)
- Wie man in die Tunke gerathen kann (Mährisch-Walachisch / Kulba)
- Žitek, der Hexenmeister (Böhmisch / Maly)

## Entstehungsgeschichte
Der volkskundlich interessierte Wenzig lag viel dran, die Märchen, Sagen, Lieder und Gedichte seiner Heimat einem größeren deutschsprachigem Publikum näher zu bringen, so dass er mehrere Sammelbände herausgab. Der Westslawische Märchenschatz wurde 1857 bei einem Verlag in Leipzig veröffentlicht.

## Adaptionen
- 2012 – Dvanact mesicku (Die zwölf Monate), Märchenverfilmung aus Tschechien
- 2019 – Das Märchen von den zwölf Monaten aus der ARD-Märchenfilmreihe Sechs auf einen Streich

Die beiden sowjetischen gleichnamigen Filme Dwenadzat mesjazew (Die zwölf Monate) von 1956 und 1973 beruhen auf einer Version des Märchens von Samuil Jakowlewitsch Marschak.